# Synopeas jasium
Synopeas jasium är en stekelart som först beskrevs av Walker 1836.  Synopeas jasium ingår i släktet Synopeas och familjen gallmyggesteklar. Arten är reproducerande i Sverige. Inga underarter finns listade i Catalogue of Life.